# Ганьер, Пьер
Пьер Ганье́р (фр. Pierre Gagnaire; род. 9 апреля 1950, Апинак, департамент Луара, Франция) — французский шеф-повар и владелец одноимённого ресторана в Париже. Ганьер является одним из создателей «новой кухни» (фр. nouvelle cuisine), кулинарного направления «фьюжн» и молекулярной кухни.

## Биография
Начал свою карьеру в Сент-Этьене, где он получил 3 звезды Мишлен, Ганьер разрушил устои классической французской кухни, замысловато смешав в своих произведениях вкусы, цвета, текстуры и ингредиенты.
Рестораны Ганьера специализируются на «современной французской кухне».
Ресторан «Пьер Ганьер» в Париже занимает 3 место в списке лучших ресторанов мира по версии журнала «Restaurant» «The Worlds 50 best restautants» три года подряд (2006—2008).
На своём официальном сайте Ганьер заявляет, его ресторан «обращён в будущее, но уважает прошлое» ('tourné vers demain mais soucieux d’hier').
В декабре 2009 Ганьер дебютирует в США со своим рестораном «Twist» в Лас-Вегасе в гостинице «Mandarin Oriental».
Новый ресторан «Les Menus» открылся в сентябре 2010 года в Москве в гостинице «Lotte Hotel».

## Рестораны
- Париж, «Pierre Gagnaire», 1996
- Париж, «Gaya rive gauche», 2005
- Лондон, «Sketch», 2002
- Токио, «Pierre Gagnaire à Tokyo», 2005—2010
- Куршевель, «Pierre Gagnaire pour Les Airelles», 2007
- Гонконг, «Pierre a Hong Kong», 2006
- Дубай, «Reflets by Pierre Gagnaire», 2008
- Сеул, «Pierre Gagnaire à Seoul», 2008
- Лас-Вегас, «Twist by Pierre Gagnaire», 2009
- Токио, «Pierre Gagnaire Tokyo», 2010
- Москва, «Les Menus par Pierre Gagnaire», 2010
- Берлин, «Les Solistes par Pierre Gagnaire», 2013
- Горд, «Pèir I Pierre Gagnaire TT», 2015
- Бордо, «La Grande Maison de Bernard Magrez», 2016
- Шанхай, «Le Comptoir de Pierre Gagnaire», 2017